# Mikoyan-Gurevich MiG-9
El Mikoyan-Gurevich MiG-9 (en ruso: МиГ-9, designación USAF/DoD: Tipo 1, designación OTAN: Fargo) fue un avión de caza correspondiente a la primera generación soviética de turborreactores de combate, desarrollado por la Oficina de Diseños de Mikoyan-Gurevich en los años 1945-46 después de la Segunda Guerra Mundial. Este avión constituyó el segundo de la nueva generación de reactores que se comenzaban a desarrollar en la Unión Soviética.

## Desarrollo

### Trasfondo
Al finalizar la Segunda Guerra Mundial  ya la plantilla de las fuerzas aéreas de países como el Reino Unido y Estados Unidos contaba o estaba en preparación para contar con los primeros aviones movidos por la fuerza del motor de reacción. Durante la guerra el único país que había explotado este tipo de aviación fue la Alemania Nazi, al ser derrotada, toda esta técnica fue apropiada por los gobiernos de los EE. UU, la Unión Soviética y el Reino Unido. Esto sirvió como un importante punto de partida y de comparación (a pesar de que los ingleses ya contaban con motores y aviones reactivos de propio diseño) para el desarrollo de aviones en los respectivos países. En el caso de los ingleses ya contaban con los aviones del tipo Gloster Meteor y en Norteamérica el P-80 "Shooting Star". El gobierno de la Unión Soviética, conociendo  que los enemigos del futuro serían los aliados del pasado, encomendó a su industria de aviación la construcción de aviones caza reactores para mantenerse a la par con las potencias occidentales.

### Proceso de diseño

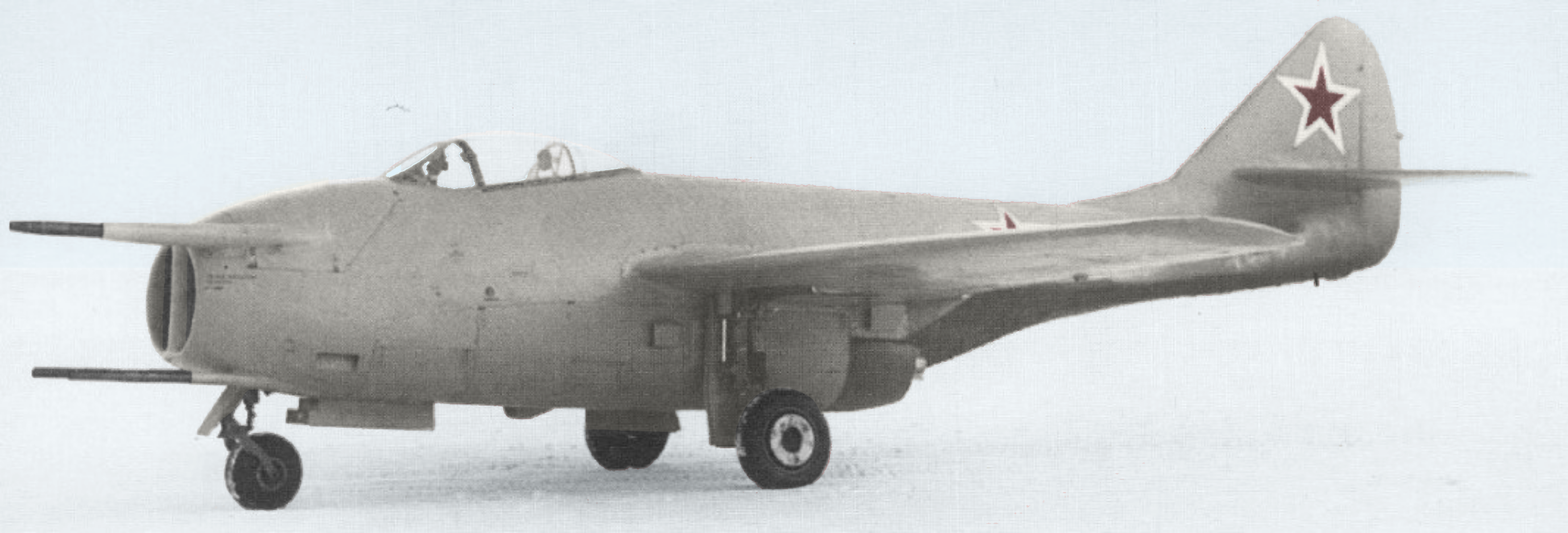
Un MiG-9 en octubre de 1946

Las especificaciones principales para el comienzo del desarrollo de aviones de reacción rusos establecidas por la dirección del gobierno, eran las siguientes:
- El nuevo aparato deberá llevar motores a reacción de fabricación nacional.
- La velocidad máxima deberá sobrepasar los 900km/h.

La oficina de diseño dirigida por Artiom Mikoyán y Mijail Gurevich comenzó en 1945 el trabajo del modelo I-300 que más tarde sería conocido como MiG-9. Como planta motriz del nuevo caza se discutía si se debía elegir el motor RD-10 o el RD-20, este último una modificación mejorada del motor alemán BMW 003 fabricado en Rusia. Se optó por escoger el RD-20 en número de dos. Al finalizar el año 45 ya el planeador del caza estaba listo para las pruebas estáticas. En los meses de enero a marzo de 1946 comenzaron las pruebas de los motores RD-20 ya montados en la aeronave. EL día del primer arranque que estaba programado para la mañana, los intentos de iniciar los motores fueron infructuosos, solamente después del mediodía y como resultado de la investigación minuciosa del mecánico y el ingeniero dirigente del proyecto fue posible establecer el desperfecto. Uno de los contactos del mecanismo de ignición que debía de haber sido plateado, estaba estañado y como consecuencia de la corrosión existente, este impedía el arranque. Entonces resonó el sonido de los motores en los patios de la oficina de diseño. El RD-20 de primer modelo estaba limitado a una vida útil de solo 10 horas.
Durante todo el período de la prueba de los motores, estos estuvieron sujetos a múltiples apagones por diversas razones, no obstante esto permitió en gran medida corregir todos los defectos en tierra y hacer posible que durante toda la duración de los vuelos de prueba estos no fueran la causa de más problemas.
El avión vuela por primera vez en la mañana del 24 de abril de 1946 con Alexéi Grinchik a los mandos y lo ocurrido se ve reflejado en el Diario de las pruebas de vuelo en el cual está escrito:

Hacer el primer despegue. Ascender hasta la altura de 1500 a 2000 metros. Volar en torno al aeródromo por un período de tiempo de 10 a 15 minutos. Comprobar la estabilidad y gobernabilidad del avión en el aire. Aterrizar.

El primer vuelo de la aeronave fue cumplido exitosamente. Ese día constituiría una fecha especial para la aviación rusa, 2 horas después de que despegara el primer reactor de construcción nacional, el Yak-15.
11 de julio de 1946, a las 11:25 en una demostración al cuerpo de generales de la fuerza aérea ocurre el accidente en el que perece Alexéi N. Grinchik, primer piloto en probar el MiG. El accidente ocurrió debido al desprendimiento del carenado de unión ala-fuselaje el cual destruye el estabilizador de la aeronave. Continua las pruebas el piloto probador Mark L. Galai.

### Pruebas en vuelo
En los vuelos llevados a cabo por Grinchik se dejaban claro la existencia de vibraciones (no relacionadas al aleteo o flameo) producidas en varios regímenes de vuelo, o sea, no a una velocidad específica. Esto hacía muy difícil el determinar la causa. En los vuelos posteriores de Galai se llegó a la conclusión errónea de que eran el resultado de los motores ubicados en el fuselaje y que estos debían ser regresados a las alas en el esquema clásico de 2 motores. No obstante, rápidamente se detectó que las vibraciones eran producidas por el revestimiento inferior de la cola, que al estar sometida al chorro de gases calientes hacía que los paneles se aflojaran. Un revestimiento apantallado reforzado resolvió el problema.
En otra ocasión y como consecuencia de un punto débil en una de las uniones del empenaje, durante uno de los vuelos realizados por Galai a alta velocidad, los estabilizadores sufren una rotura, se tuercen debido a los esfuerzos resultantes del flujo de aire imposibilitando el control por cabeceo del avión e induciéndole a una maniobra vertical tan brusca que casi logran que el piloto pierda el conocimiento. No obstante esta situación crítica y con el uso de la variación del empuje de los motores, Galai logra retornar al aeródromo y aterrizar felizmente.
En la primera prueba de empleo del armamento el piloto al regresar reporta que los motores del caza se detuvieron cuando disparó, lo cual desconcertó al equipo de desarrollo. En ese momento todavía se desconocía que los gases de la pólvora al penetrar en los motores limitaban el oxígeno necesario para la combustión de los mismos. Durante el proceso de desarrollo se fueron incorporando a la aeronave el método de trabajo forzado de los motores y un dispositivo adosado al cañón central de 37 mm el cual desviaba los gases resultantes del disparo para que estos no penetraran en los motores, así como el traslado del armamento por detrás de los dispositivos de entrada de aire al motor.
Una de las cuestiones más relevantes la constituyó el hecho de que con este avión se comenzó el acercamiento a las velocidades transónicas de vuelo, al paso crítico de las velocidades desde Mach 0,8 hasta Mach 1, el estudio del fenómeno de la “cuchara aerodinámica” y los saltos de densidad. Entre las modificaciones realizadas para enfrentar estos fenómenos están la aplicación de los frenos aerodinámicos, la limitación de la velocidad máxima de vuelo, la cabina hermética y la modificación de las estructuras de las alas. En ese entonces eso era todo lo que estaba al alcance del desarrollo tecnológico.
En las pruebas llevadas a cabo por Alexéi Grinchik la velocidad máxima obtenida es de Mach 0,78 y en las posteriores realizadas por Mark Galai este límite es elevado a Mach 0,8. El valor máximo final es obtenido por un piloto en las pruebas de aceptación, el cual al descuidarse en una picada alcanza el número Mach 0,83. Este piloto logra recuperarse de la profunda caída gracias al aumento de la densidad y temperatura del aire a bajas alturas, lo cual desplaza la velocidad del sonido disminuyendo la velocidad sónica local que actúa sobre las superficies de gobierno.

## Diseño
El diseño del I-300 era el de un monoplano de ala media cantilever que incorporaba planos de delgado perfil laminar similares a los desarrollados para el Mikoyan-Gurevich I-250(N) ; los motores se hallaban lado a lado en la sección central del fuselaje, tras la cabina, y sus tomas de aire en la proa estaban separadas por un mamparo que integraba un cañón Nudelmann N-37 de 37 mm; este diseño estructural de la nariz del avión fue usado con frecuencia por la OKB soviética en los primeros diseños de reactores, el MiG-15, MiG-17 y MiG-19.
Había cuatro depósitos de combustible en el fuselaje, y podía portar otros tres auxiliares debajo de cada ala, que le proporcionaban una capacidad total de 1.625 litros.
Mientras que el diseño original, planeaba usar un cañón NL-57 de 57 mm montado en la línea central, en el tabique que separaba la toma de aire de los dos motores, la producción de serie del MiG-9 estaba normalmente armada con un cañón Nudelman N-37 de 37 mm y dos cañones NS-23 de 23 mm. El montaje de los tres cañones, resultaba un tanto inusual, con el N-37 en el tabique de que separaba la toma de los dos motores, y los NR-23 bajo los dispositivos de entrada de aire al motor.
En un principio el I-300 no tenía asiento eyectable, pero las modificaciones realizadas en servicio contaban con el mismo.

## Historia Operacional
Los primeros 10 prototipos se construyeron en difíciles condiciones en solo 70 días con el objetivo de estar listos para el desfile en la Plaza Roja el día 7 de septiembre de 1946. El vuelo no se realizó por el empeoramiento de las condiciones meteorológicas. No obstante, ya el día 18 de agosto en el desfile aéreo de Túshino se muestra en vuelo uno de los prototipos del MiG-9 pilotado por Gueorgui Shiyánov.
Fue el primero de los cazas rusos empleado como plataforma para el desarrollo del sistema de salvamento del piloto por medio del asiento eyectable o silla de catapultaje. 
El primero en ser eyectado de una aeronave a alta velocidad en Rusia mediante el uso de la catapulta fue Gabriel A. Kondratiov en el año 1947 desde la cabina trasera de un MiG-9UTI.

## Versiones
- I-300 Prototipo.
- MiG-9F La única variante producida con motores RD-20.
- MiG-9FP (I-302). Prototipo con variación del armamento artillero.
- MiG-9F Se remotoriza con el turborreactor TR-1A que cuenta con régimen de postcombustión, pero no se da luz verde a su producción por considerarse que los motores estaban en una etapa muy temprana de su desarrollo.
- MiG-9FF (I-307). Prototipos con motores con postcombustión RD-20F o RD-21.
- MiG-9FL Prototipo de cohete crucero tripulado con el objetivo del desarrollo del sistema de dirección de los mismos desde los bombarderos lanzadores. En este caso el Raduga KS-1 Komet.
- MiG-9M FR (I-308). Prototipo modificado con motores RD-21. Un rediseño mayor en 1947 resultó en el I-308 (Mig-9M) el cual después de la experiencia adquirida en la explotación del anterior modelo, basado en el prototipo I-300, estaba curado en gran medida de las deficiencias pasadas. Se desarrolló para reemplazar la versión en operaciones del Mig-9 en 1948, pero esto fue abandonado a causa de la llegada del nuevo I-310 (MiG-15).

- MIG-9UTI Biplaza de entrenamiento, también conocido como I-301T. Alrededor de 80 construidos.

## Usuarios
- Fuerza Aérea Soviética

- Fuerza Aérea del Ejército Popular de Liberación

## Especificaciones (MiG-9)
Referencia datos: 

### Características generales
- Tripulación: 1
- Longitud: 10 m
- Envergadura: 9,83 m
- Altura: 3,22 m
- Superficie alar: 18,20 m²
- Peso vacío: 3.420 kg
- Peso cargado: 4.965 kg
- Peso máximo al despegue: 5.500 kg
- Planta motriz: 2× turborreactor Kolesov RD-20[10].  
  - Empuje con postquemador: de empuje cada uno.

### Rendimiento
- Velocidad máxima operativa (Vno): Mach 0,80 (950 km/h /590 mph) a 4.500 m (14.765 pies).
- Alcance: 796 km (430 nmi; 495 mi)
- Techo de vuelo: 13 000 m (42 650 ft)
- Régimen de ascenso: 19,4 m/s (3815 ft/min)
- Empuje/peso: 0,40:1

### Armamento
- Cañones: 3× 

  - 1x Nudelman N-37 de 37 mm.
  - 2x Nudelman-Suranov NS-23 de 23 mm.

### Aeronaves similares
- Yakovlev Yak-15

### Secuencias de designación
MiG-1 – MiG-3 – MiG-9 –  MiG-15  –  MiG-17  – MiG-19 – MiG-21 – MiG-23 – MiG-25 – MiG-27 – MiG-29 – MiG-31 – MiG-33 – MiG-35